# 高凤琴
高凤琴（？—），中华人民共和国政治人物。
担任沈阳市七二四厂模范职工家属小组组长、全国妇联执行委员。1954年，当选第一届全国人民代表大会代表。